# Movitz
Movitz, ofta Fader Movitz, är en av de viktigare figurerna i Carl Michael Bellmans diktning.
I Fredmans epistlar framträder han ofta som musikant, särskilt ofta nämns basfiolen, men han spelar också andra instrument till exempel valthorn, klarinett, oboe, flöjt och harpa. Vid några tillfällen beskrivs Movitz också som porträttmålare (epistlarna 39, 66 och 74). Under senare delen av sitt liv använde Bellman Movitz som sitt alter ego också i privata brev till bland annat Helena Quiding.
Bellman beskrev Movitz i förordet till epistlarna som "konstapel, namnkunnig av sin konsert på Tre Byttor; komponerat musiken till Serlachii Vårblomma", och tillägnade honom sitt verk Bacchi Tempel.

## Den verklige Movitz
Fredrik Movitz föddes i Stockholm 1721 och var son till en krögare. Efter Stockholms trivialskola arbetade han som perukmakarlärling. År 1741 tog han värvning vid Fältartilleriregementets sappörkompani i Stockholm där han så småningom blev konstapel (korpral). Under sappörtjänstgöringen skadade han sig 1763 i båda händerna, och fick avsked med underhåll. Därefter började hans 'dryckeskarriär', och han blev en känd figur på krogar och baler. Han var ofta anlitad som spelman på fester och som festarrangör. Movitz fick sin huvudsakliga försörjning främst från den krog han drev på Drottninggatan, som dock mest sköttes av hans fru. Han avled 1779, inte av lungsot (som det beskrivs i epistlarna) utan av 'stenpassion'. 
Fredrik Movitz gifte sig 1743 och fick tre söner. 1752 dog hans hustru, men han gifte om sig redan samma år.